# Heinrich-Schütz-Haus (Weißenfels)

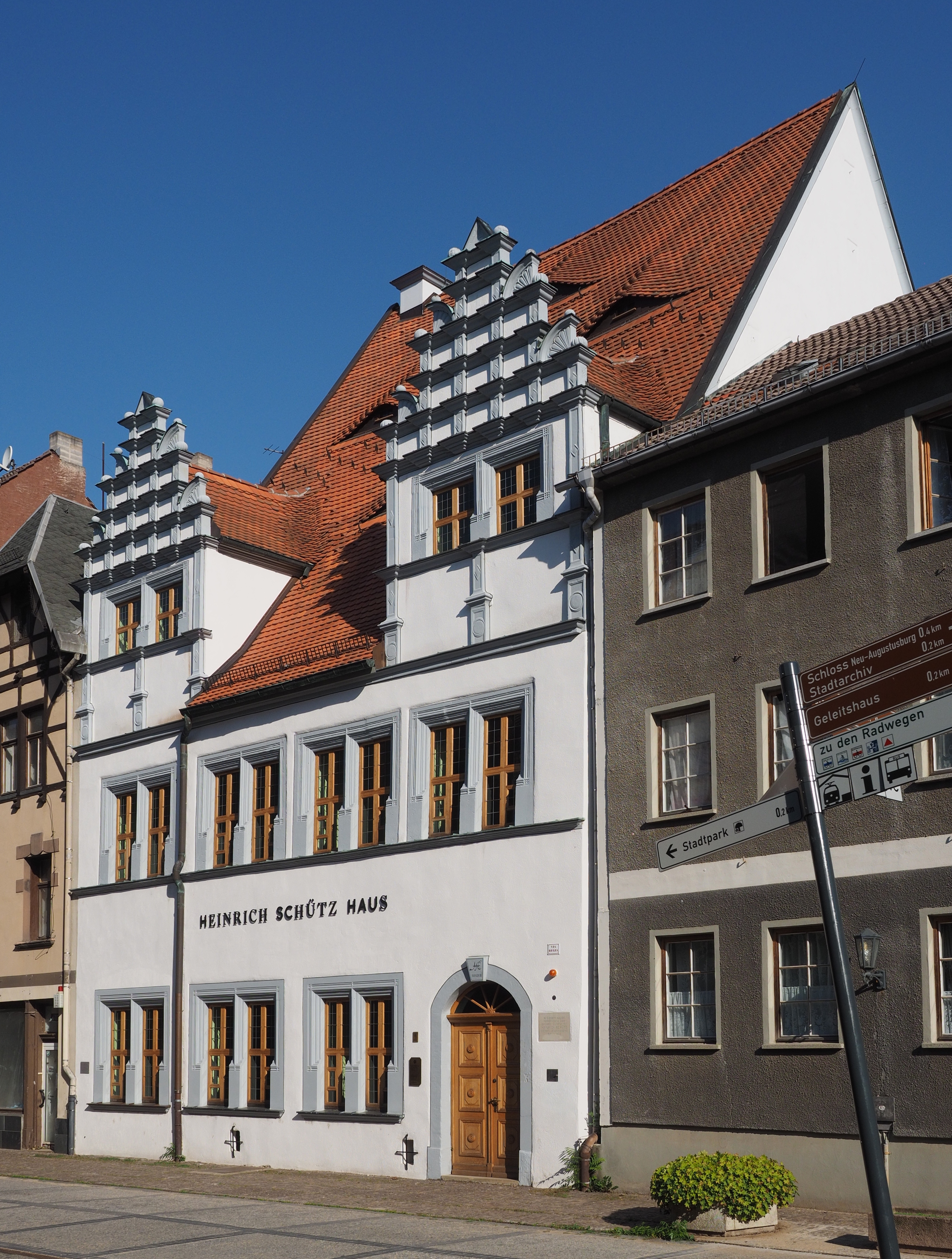
Heinrich-Schütz-Haus in Weißenfels (2015)

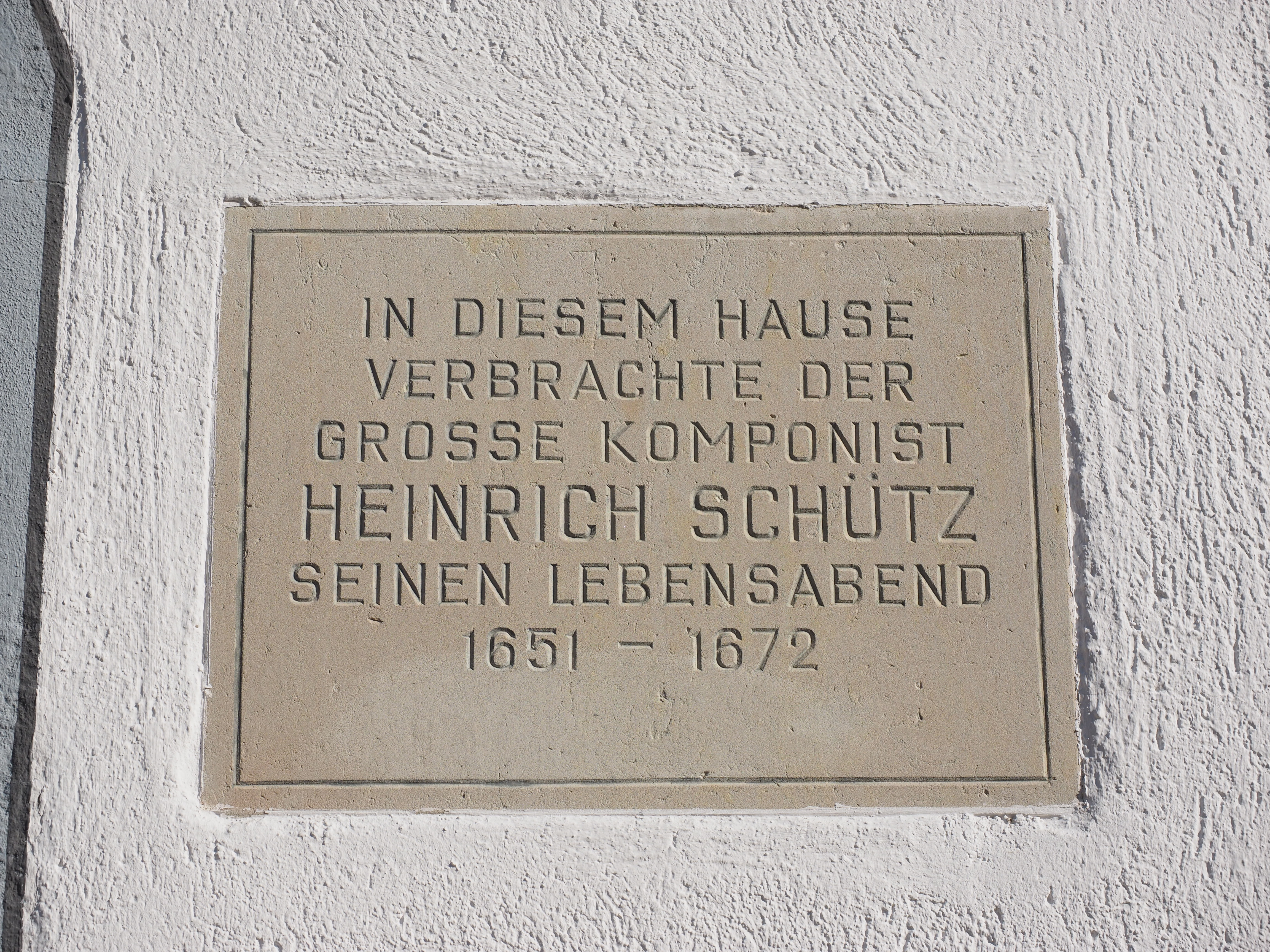
Inschrift am Eingang (2015)

Im Heinrich-Schütz-Haus in Weißenfels lebte der Komponist Heinrich Schütz von 1651 bis kurz vor seinem Tod (1670/71: Umzug nach Dresden). Er schuf dort wichtige Alterswerke. Das Museum ist heute das einzige weitestgehend im Originalzustand zu besichtigende Wohnhaus des Musikers.

## Museumsgeschichte
Im Jahr 1956 wurde durch den Weißenfelser Stadtarchivar Adolf Schmiedecke erstmals eine kleine Schütz-Gedenkstätte in dem Haus eingerichtet, die in den 1970er-Jahren dann in einen Raum des Schlosses Neu-Augustusburg verlegt wurde. Das Haus war in dieser Zeit noch bewohnt. Mitte der 1980er-Jahre wurde nach umfangreichen Rekonstruktions- und Restaurierungsarbeiten zum 400. Geburtstag Heinrich Schütz’ in dem Haus die Weißenfelser Musikgedenkstätte eingerichtet. 1994 wurde die Dauerausstellung neu gestaltet mit Konzentration auf das Alterswerk des Komponisten und seine Beziehungen zu Weißenfels. Seit 2003 hat der Weißenfelser Musikverein Heinrich Schütz e. V. das Heinrich-Schütz-Haus in Trägerschaft. Das Haus wurde 2006 in das Blaubuch der Bundesregierung als ein kultureller Gedächtnisort von besonderer nationaler Bedeutung aufgenommen. 2012 ist der um 1552 errichtete Renaissancebau nach denkmalgerechter Sanierung mit einer modernen, interaktiven Dauerausstellung wiedereröffnet worden.

## Ausstellung und Sammlungen
Eine Dauerausstellung informiert über das Leben und Wirken von Heinrich Schütz. Die wiederhergestellte Komponierstube zeigt u. a. zwei im Haus aufgefundene Notenfragmente von der Hand des Komponisten. Klangbeispiele und Filme sollen einen Eindruck von der Kompositionsweise des Musikers vermitteln. Ein Architekturpfad macht auf wertvolle bauliche Details des Hauses aufmerksam. Im Museum befinden sich Schütziana des Museums Weißenfels sowie die Musikaliensammlung der ehemaligen Ephoralbibliothek Weißenfels (WFe). Das Heinrich-Schütz-Haus betreibt die wissenschaftliche Erforschung des Lebens und Werks von Heinrich Schütz sowie der Musik am Weißenfelser Fürstenhof und der bürgerlichen Musikpflege in Weißenfels, insbesondere an der Stadtkirche St. Marien. 

## Entdeckungen
Im Oktober 2010 wurden bei der Sanierung des Hauses zwei Textfragmente einer nicht mehr erhaltenen Komposition gefunden, in denen unter anderem Psalm 10 vertont ist. Die Fragmente stammen aus der Zeit von 1650 bis 1660.
2013 entdeckte der Leipziger Bach-Forscher Peter Wollny im Heinrich-Schütz-Haus eine bis dahin noch unbekannte Notenhandschrift (Autograph) von Johann Sebastian Bach. Die Abschrift einer Messe des italienischen Komponisten Francesco Gasparini fand sich in der Sammlung der ehemaligen Ephoralbibliothek Weißenfels. Das Heinrich-Schütz-Haus übernahm im Jahr 2005 die Musikaliensammlung der ehemaligen Ephoralbibliothek Weißenfels von der evangelischen Kirchengemeinde als Leihgabe in sein Archiv, um sie der Forschung zugänglich zu machen und für die Musikpraxis zu erschließen. Obwohl Johann Sebastian Bach ab 1713 als Komponist für den Weißenfelser Hof wirkte und von 1729 bis 1736 den Titel eines Hofkapellmeisters „von Haus aus“ führte, steht die aufgefundene Notenhandschrift vermutlich nicht mit seiner Tätigkeit für Weißenfels im Zusammenhang. Er fertigte die Abschrift der Messe um 1740 für Aufführungen in den beiden Leipziger Hauptkirchen St. Thomas und St. Nikolai an. Die Entdeckung der Bach-Handschrift im Archiv des Heinrich-Schütz-Hauses unterstützt die Vermutung, dass Teile der Weißenfelser Musikaliensammlung ursprünglich aus Leipzig stammen. Zwei Weißenfelser Kantoren, Carl Ludwig Traugott Glaeser (Kantor 1771–1797) und Karl Heinrich Reinicke (Kantor 1797–1798), absolvierten ihre Ausbildung im Leipziger Thomanerchor und an der Universität Leipzig. Es wird vermutet, dass Glaeser den Grundstock für die Musikaliensammlung in Weißenfels legte, indem er zahlreiche Manuskripte von Leipziger Musikern erwarb. Die Handschrift fand sich im Aufführungsmaterial zu einer anonymen Messe. Bach fügte den Singstimmen der Messe klangverstärkende Streicher- und Bläserstimmen hinzu. Insgesamt vier von dreizehn Stimmen stammen aus der Feder von Bach, die anderen neun Stimmen wurden von einem Kopisten angefertigt. In dieser Bearbeitung fand das Werk offenbar das Interesse der Weißenfelser Kantoren, die auffällig viele Werke mit reicher Bläserbesetzung für die Haupt- und Festgottesdienste an Weißenfels St. Marien sammelten.